# Tamar Kaprelian
Tamar Kaprelian, właśc. Tamar Mardirossian (orm. Թամար Մարտիրոսյան; ur. 28 października 1986 w Scottsdale) – amerykańska piosenkarka mająca ormiańskie korzenie. Członkini supergrupy Genealogy, reprezentującej Armenię w 60. Konkursie Piosenki Eurowizji (2015).
Pseudonim artystyczny artystki nawiązuje do nazwiska jej dziadka, Żirajra Kapreliana, który urodził się w Charberdzie. 

## Życiorys
Urodziła się w Scottsdale w stanie Arizona. Jest córką Ormian; jej rodzice – Avedis i Silvi Mardirossian – poznali się w Manchesterze i przeprowadzili do Scottsdale. Dorastała w Georgii i Kalifornii wraz z bratem. Dziadek od strony jej ojca, George Mardirossian, urodził się w Jerozolimie, a babka, Victoria Ewin – w Liverpoolu.
W marcu 2008 zwyciężyła w konkursie na najlepszą nową wersję piosenki OneRepublic „Apologize”. Niedługo później została polecona przez Ryana Teddera szefom wytwórni muzycznej Interscope Records, z którą wkrótce podpisała kontrakt płytowy. W 2009 zagrała pierwsze koncerty, a 24 sierpnia 2010 wydała album pt. Sinner or a Saint, który promowała singlem „New Day”. W czerwcu 2012 wydała epkę pt. California. 
W maju 2015, jako członkini zespołu Genealogy, reprezentowała Armenię z utworem „Don't Deny” w 60. Konkursie Piosenki Eurowizji w Wiedniu; zajęli 16. miejsce w finale konkursu. Po udziale w konkursie wydała nową wersję utworu „The Otherside”, do której nagrania zaprosiła kilka uczestniczek Eurowizji: Stephanie Topalian, Elhaidę Dani, Marię Elenę Kiriaku i Elinę Born. W lutym 2018 wystąpiła z utworem „Poison (Ari Ari)” w ormiańskich eliminacjach do 63. Konkursu Piosenki Eurowizji, ale nie przeszła do finału.

## Dyskografia
Albumy studyjne
- Sinner or a Saint (2010)

Minialbumy (EP)
- California (2012)